# Theope galionicus
Espèce
Theope galionicus est une espèce d'insectes lépidoptères appartenant à la famille  des Riodinidae et au genre Theope.

## Taxonomie
Theope galionicus a été décrit par Jean-Yves Gallard et Christian Brévignon en 1989.

## Description
Theope galionicus est un petit papillon au dessus marron foncé à frange marron clair avec aux ailes antérieures une aire bleue le long du bord interne de la base à l'aire submarginale chez le mâle, à l'aire postdiscale chez la femelle, et une aire bleue avec une marge marron aux ailes postérieures.
Le revers est de couleur jaune d'or.

## Écologie et distribution
Theope galionicus est présent dans la partie amazonienne de l'Amérique du Sud en Guyane, Guyana, au Surinam et au Pérou.

### Biotope
Il se rencontre sur les fleurs de Emmotum fagifolium.

### Protection
Pas de statut de protection particulier.